# Salvatore Boscarino
Salvatore Boscarino (Catania, 7 maggio 1925 – Catania, 1º maggio 2001) è stato un ingegnere e restauratore italiano.

## Biografia
Nasce a Catania da una famiglia di ingegneri molto attivi. Infatti, negli anni '20/'30 il padre, l'ingegnere Edoardo (originario di Noto), assieme al Giuseppe Mineo, suo cognato, lavorarono a stretto contatto con l’architetto Francesco Fichera, l'allievo di Ernesto Basile, in importanti cantieri per la realizzazione del palazzo delle Poste e il palazzo di Giustizia di Catania.
Dopo la liberazione anglo-americana della Sicilia, Boscarino frequenta il biennio della facoltà di Ingegneria dell’Università di Catania. Nel 1946 passa in quella dell'Università di Palermo, dove studia fino alla laurea (1949) discutendo la tesi che ha per argomento Un impianto idroelettrico sul fiume Salso a Nicosia.
Nello stesso anno inizia la lunga carriera accademica dapprima come assistente volontario nell’Istituto di Disegno della facoltà di Ingegneria; nel 1952 ottiene la nomina di assistente incaricato. Quindi nel 1955 diventa assistente ordinario per Francesco Fichera e Francesco Basile. Ancora, nel 1959, prende la libera docenza di Disegno architettonico.
Dal 1960 al '75 è professore incaricato di Disegno nella facoltà d'Ingegneria a Catania e, fra l'altro, nei Corsi di Elementi di Architettura e Composizione nell'Istituto Superiore di Architettura di Reggio Calabria.
In Sicilia è professore incaricato di Storia dell’architettura moderna della facoltà di Ingegneria di Catania dal 1970 al 1975. In seguito vince il concorso per professore ordinario di Restauro dei monumenti (1975) e fino al '79 viene chiamato ad insegnare Restauro dei monumenti all’IUAV Istituto Universitario di Architettura di Venezia. Successivamente, torna in Sicilia, e insegna Restauro architettonico nella Facoltà di Architettura dell’Università degli Studi di Palermo per quindici anni dal 1979 al 1994, l'ultimo anno da accademico. Nel frattempo dal 1981 al 1983 era stato nominato direttore dell’Istituto di Storia dell’Architettura, della Facoltà di Architettura, dell’Università di Palermo. Inoltre, nel 1982 aveva fondato il Laboratorio di Restauro presso il Dipartimento di Storia e Progetto nell’Architettura (oggi Dipartimento di Architettura dell’Università di Palermo ed ospita il Laboratorio intitolato a Boscarino già dal 1998 mentre era in vita).
Dai primi anni ottanta fece parte del collegio dei docenti di diverse scuole di specializzazione, di perfezionamento e di dottorato di ricerca sui temi della conservazione dei beni architettonici in varie sedi universitarie italiane.
Ha pubblicato numerosi libri e saggi. Fu autore di studi sulla storia dell'architettura e sul restauro dei monumenti.
Nel 2023 si tiene a Catania la mostra "Vent’anni del Premio nazionale di laurea Salvatore Boscarino", promossa dall’Istituto italiano dei Castelli.

## Opere principali
- Studi e rilievi di architettura siciliana, Messina, 1961.
- L'attivita' di Giovan Battista Vaccarini a Catania, Messina, Edizioni Raphael, 1961.
- Juvarra architetto, presentazione di Paolo Portoghesi, Roma, Officina, 1973.
- Le vicende urbanistiche, Catania, 1974.
- Catania: le fortificazioni alla fine del Seicento ed il piano di ricostruzione dopo il terremoto del 1693, Catania-Caltanissetta, Cavallotto, 1976.
- Sicilia barocca: architettura e citta, 1610-1760, Roma, Officina, 1981.
- Sul restauro dei monumenti, Milano, F. Angeli, 1985.
- Il restauro in Sicilia in età borbonica (1734-1860) (con Antonella Cangelosi), Napoli, ESI, 1985.
- Vaccarini stuccatore e l'interno della chiesa della Badia di S. Agata a Catania, Palermo, 1986.
- Vaccarini architetto, Catania, BAE, 1992.
- Storia e restauro di architetture siciliane (con Maria Giuffré), Bonsignori, 1996.
- Sicilia barocca: architettura e città 1610-1760, Officina, 1997.